# Telaga Menjer
Telaga Menjer är en sjö i Indonesien.   Den ligger i provinsen Jawa Tengah, i den västra delen av landet, 400 km öster om huvudstaden Jakarta. Telaga Menjer ligger 1 192 meter över havet. Arean är 0,60 kvadratkilometer.Trakten runt Telaga Menjer består huvudsakligen av våtmarker. Den sträcker sig 1,0 kilometer i nord-sydlig riktning, och 0,9 kilometer i öst-västlig riktning.